# Conferencia Naval de Londres
La Conferencia Naval de Londres de 1930 reunió en Londres entre el 21 de enero y el 22 de abril a las delegaciones de las cinco principales potencias navales del mundo (Gran Bretaña, Estados Unidos, Imperio de Japón, Francia e Italia) para tratar la regulación de la guerra submarina y la limitación de la construcción de nuevos navíos de guerra. El resultado de las negociaciones fue el Tratado para la Limitación y la Reducción del Armamento Naval, más conocido como el Tratado Naval de Londres, firmado el 22 de abril de 1930 y que entró en vigor ese mismo día. La Conferencia fue una continuación de la Conferencia Naval de Washington de 1921 y de la Conferencia Naval de Ginebra de 1927, todas ellas celebradas para dar cumplimiento a la reducción de armamentos prevista en los tratados que pusieron fin a la Primera Guerra Mundial. A la Conferencia de Londres de 1930 le siguieron la Segunda Conferencia Naval de Ginebra de 1932 y la Segunda Conferencia Naval de Londres de 1936.

## Posición de la Armada japonesa
El Gobierno británico invitó oficialmente a Japón a participar en la nueva conferencia de desarme el 7 de octubre de 1929. Los oficiales de la Armada, especialmente los partidarios más decididos de la expansión del imperio, agrupados en la denominada «camarilla de la flota», eran reacios a aceptar limitaciones en el armamento como las del Tratado de Washington de 1922, que limitaba el tonelaje militar a tres quintos del de las armadas británica y estadounidense. El Almirantazgo nipón deseaba que se permitiese al país contar con un 70 % de la capacidad británica o estadounidense (la que fuese mayor) en la categoría de cruceros de diez mil toneladas armados con cañones de ocho pulgadas. Además, no admitía recortes en la de submarinos, de los por entonces el imperio contaba con un setenta y nueve mil toneladas. En los buques auxiliares, deseaba contar con el 70 % del tonelaje de las otras dos grandes potencias navales. Estas condiciones eran las mínimas que el Almirantazgo creía necesarias para poder defender el país, aunque no le permitirían acometer operaciones ofensivas.

## Negociaciones
La conferencia se inauguró el 21 de enero de 1931. Las seis primeras semanas de negociaciones se centraron fundamentalmente en tratar las propuestas presentadas por Japón, sin que hubiese grandes avances debido a las objeciones estadounidenses y británicas. Estadounidenses y japoneses decidieron entonces que se reuniesen privadamente un senador americano y el embajador nipón en el Reino Unido, que alcanzaron efectivamente un principio de acuerdo. El embajador japonés no había consultado con la delegación de su país y el pacto preliminar que acordó con el representante estadounidense resultó inaceptable para el mando de la Armada. El embajador había negociado que Japón tendría el 69, 75 % del tonelaje de los Estados Unidos o el Reino Unido en la categoría de barcos auxiliares (1290 toneladas menos de lo deseado), un 60 % de los cruceros de 10 000 toneladas y 52 700 toneladas en submarinos, tanto como las otras dos grandes potencias navales (lo que hubiese requerido una disminución de un tercio de los efectivos nipones).

## Los problemas de Japón

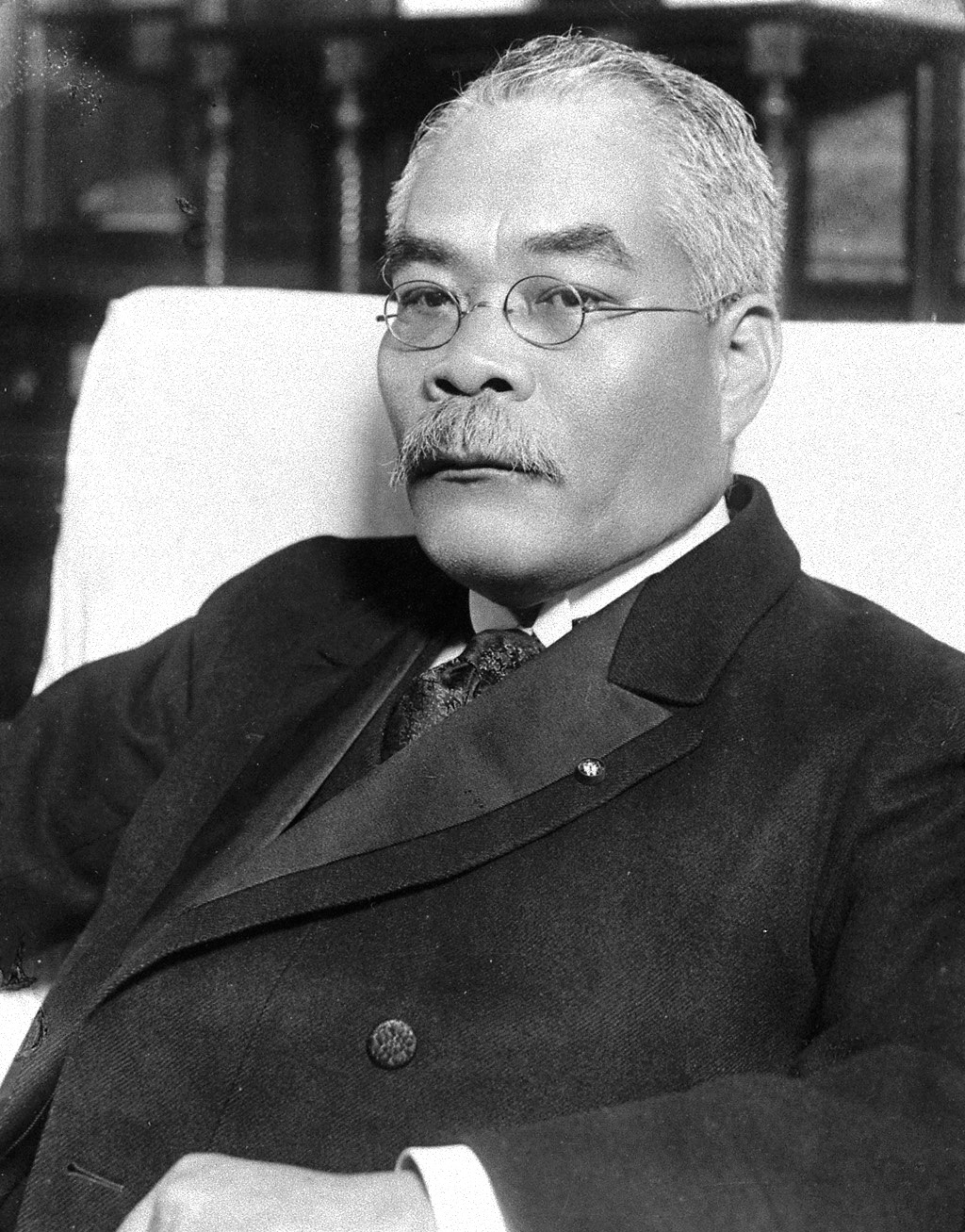
Osachi Hamaguchi, primer ministro de Japón cuando se celebró la Conferencia Naval de Londres. Tuvo que hacer frente a una campaña contraria a la ratificación del Tratado, siendo también víctima de un atentado, del que resultó gravemente herido. Murió unos meses más tarde.

La delegación japonesa, de la que formó parte como consejero naval el almirante Isoroku Yamamoto, aceptó la propuesta de reparto de tonelaje de casi 10/10/7 entre Estados Unidos, Gran Bretaña y Japón, que mejoraba ligeramente el porcentaje de 5/5/3 acordado en la Conferencia de Washington de 1921 —concretamente Japón aceptó la proporción 10/10/6 (Estados Unidos/Gran Bretaña/Japón) para los cruceros pesados y de 10/10/7 en destructores—. Japón también pretendía poseer 78.000 toneladas en submarinos, pero solo se consiguieron 52.000 toneladas tanto para el mismo Japón como para Estados Unidos e Inglaterra. Esto no dejó contentos a los japoneses pues ese número limitaba los planes estratégicos de la flota combinada.
El Estado Mayor de la Armada rechazó el acuerdo porque exigía la proporción 10/10/7 en cruceros y destructores y lanzó una campaña de oposición al tratado, apoyada por la derecha ultranacionalista, por el partido de la oposición Rikken Seiyukai y por los miembros más conservadores del Consejo Privado del emperador. El objetivo de la campaña era en realidad debilitar el liderazgo del primer ministro, el liberal Osachi Hamaguchi, del Rikken Minseito, y reforzar así la posición del Ejército y de la Armada imperiales frente al poder civil. La oposición de la Armada y de la derecha resultó infructuosa.
Pero Hamaguchi no cedió porque sabía que contaba con el apoyo del emperador Hirohito y del prestigioso y último genrō, Saionji Kinmochi. «Es indiferente que el Consejo Privado se oponga a nosotros. Tengo la intención de solicitar una sanción imperial [contra el consejo] y no daré ningún paso para facilitar el acuerdo», declaró. Así que el 17 de septiembre el Consejo Privado renunció a oponerse al Tratado, y un mes después, los primeros ministros de Gran Bretaña y de Japón y el presidente de Estados Unidos anunciaban simultáneamente por la radio la ratificación formal del mismo. «Fue un golpe publicitario sin precedentes». Pero el 14 de noviembre Hamaguchi fue objeto de un atentado perpetrado por un ultranacionalista en desacuerdo con la ratificación del Tratado y en el que el primer ministro resultó gravemente herido.
Sin embargo, la campaña contra Hamaguchi no amainó, esta vez encabezada por el parlamentario del Seiyukai Ichiro Hatoyama, quien afirmó que el control del armamento no correspondía al gobierno sino a los Estados Mayores del Ejército y de la Marina, por lo que se les debían conceder mayores competencias políticas. A pesar de su delicado estado de salud, Hatoyama y su partido exigieron que Hamaguchi fuera al parlamento a defender la política del gobierno y no se conformaron con la presencia del primer ministro en funciones. Finalmente, desatendiendo el consejo de los médicos, acudió y en las diez sesiones a las que asistió fue sometido a todo tipo de improperios e insultos —la oposición gritaba «Hable más alto» y «Piérdase, muérase»—. Finalmente Hamaguchi dimitió en abril de 1931 y murió cuatro meses después.